# Miriam Rivera
Miriam Rivera (Hermosillo, Sonora; 1981 - Íb., 5 de febrero de 2019) fue una modelo y actriz mexicana. Apareció en el reality televisivo británico El secreto de Miriam y en la edición australiana de Gran Hermano en 2004. Fue reconocida como la primera estrella de televisión de telerrealidad abiertamente transgénero. Rivera también modeló y, usando el nombre de Victoria, actuó en la pornografía.

## Carrera
Natural del estado mexicano de Sonora, donde nació en una fecha indeterminada de 1981, llegó a expresar sus deseos de cambiar de sexo a mujer a la edad de cuatro años, añadiendo que creció viendo a sus tres hermanos disfrutando jugando al béisbol, mientras que a ella prefería las muñecas Barbie. Rivera dijo que los extraños asumieron que era una niña:

Solían venir a mi madre y decirle: "Oh, tienes una hermosa hija", y mi madre solía decir "Ese es mi hijo", y yo solía enojarme. Y siempre me han atraído los hombres. Cuando tenía 11 años, conocí a alguien que era gay y comencé a hablarme sobre las hormonas, lo cual me interesó mucho.

Rivera dijo que pronto comenzó a tomar hormonas. Salió del armario después de que la suspendieran de la escuela a los 12 años, acción que fue apoyada por su familia.
Remy Blumenfeld vio por primera vez a Rivera participando en una banda de chicas, después de lo cual planeó incluirla en un programa de televisión que luego se lanzó con el título El secreto de Miriam. El reality, filmado en Ibiza durante 2003, retrasó su fecha de emisión debido a litigios legales que hasta que no fueron resueltos en 2004 no pudo ser emitido por la cadena británica Sky1. Presentado por Tim Vincent, el programa enfrentaba a seis hombres que tenían por objetivo cortejar a Rivera, sin revelarse en ningún momento, hasta el episodio final, que ella era una mujer transgénero.
Después de las altas calificaciones del programa, fue elegida como invitada ese año para participar en la edición australiana de Gran Hermano. Posteriormente, hubo negociaciones para producir un documental sobre su vida, que finalmente no se llevó a cabo.
Dijo que nunca planeó someterse a una cirugía de reasignación de sexo, citando preocupaciones sobre las complicaciones o la pérdida de sensibilidad. The New York Post informó que Rivera resultó gravemente herida en 2007 cuando fue arrojada por la ventana del tercer piso de su casa. Rivera luego dijo a los reporteros que se cayó por una ventana del cuarto piso mientras trataba de escapar de un ladrón. En 2008, fue invitada especial en el programa de la cadena de televisión polaca TVN de Ewa Drzyzga, Rozmowy w toku. Posteriormente, llegó a participar activamente en la cultura del baile de Manhattan.

## Vida personal y muerte
Rivera estaba casada con Daniel Cuervo, con quien vivía en la ciudad de Nueva York. Fue encontrada muerta el 5 de febrero de 2019, en su apartamento de Hermosillo (México). Su muerte fue confirmada por Cuervo en una publicación de Facebook y recibió cobertura noticiosa seis meses después. Su muerte fue clasificada como suicidio por ahorcamiento por la policía, si bien Cuervo creyó e insistió en la tesis de que fue asesinada tras recibir una amenaza de muerte de alguien que le dijo que "nunca regresara a México" y que no preparara su funeral.